# Amycini
Amycini, es una tribu de arañas araneomorfas, pertenecientes a la familia Salticidae.

## Géneros
- Acragas
- Albionella
- Amycus
- Arnoliseus
- Encolpius
- Frespera
- Hypaeus
- Idastrandia
- Letoia
- Mago
- Noegus
- Pseudamphidraus
- Vinnius
- Wallaba